# Nord 3202
Die Nord 3202 war ein in den 1950er-Jahren von Nord Aviation entworfenes französisches Schulflugzeug.

## Geschichte
Die Nord 3202 wurde auf Grund einer Ausschreibung der französischen-Armee für einen zweisitzigen Trainer entwickelt und sollte den Doppeldecker Stampe SV.4 ersetzen. Insgesamt wurden 101 Exemplare gebaut. Der Erstflug erfolgte am 17. April 1957.

## Konstruktion

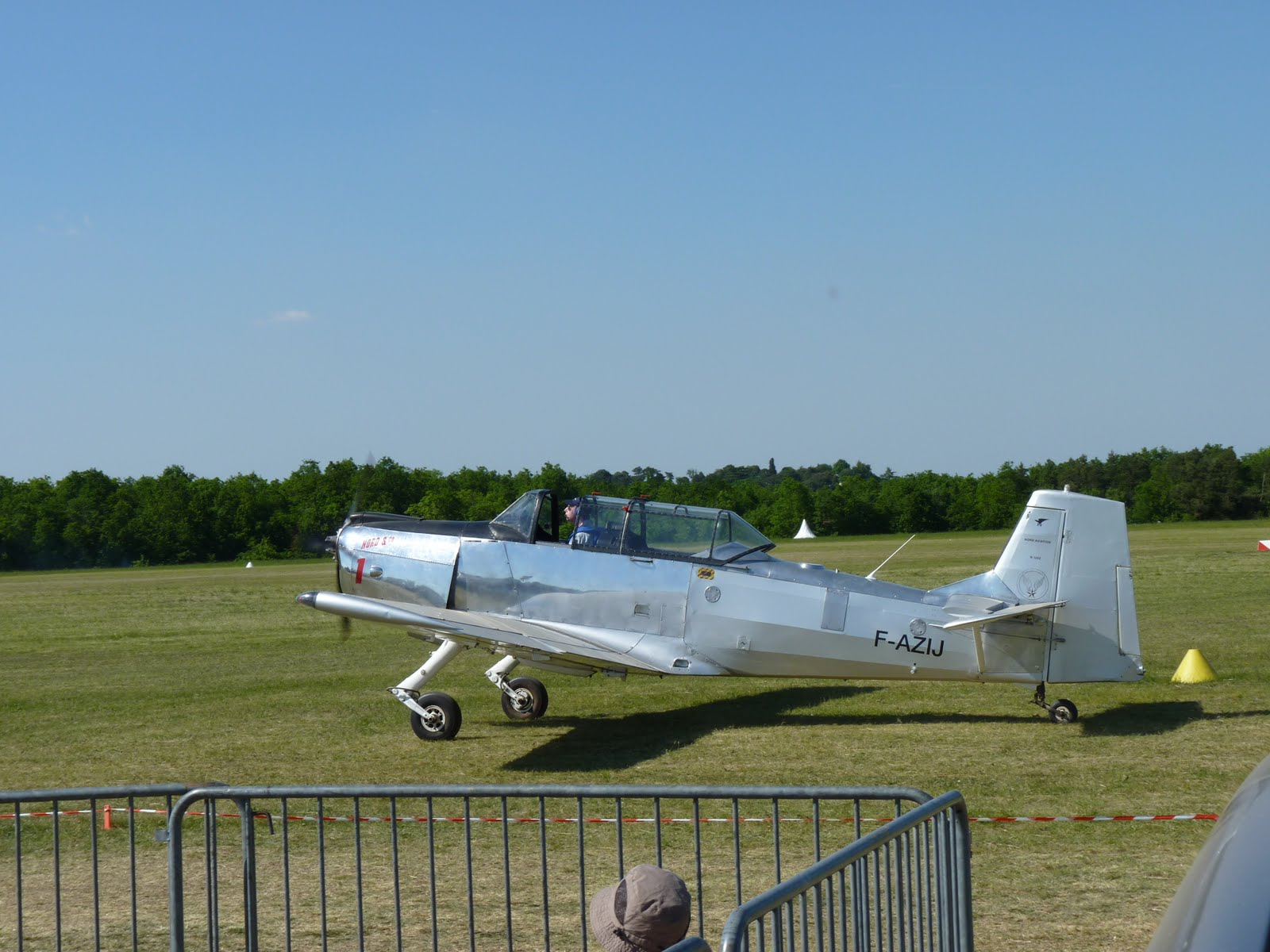
Nord 3202B der l' Association Nord & Co in La Ferté-Alais, 2010

Die 3202 ist ein freitragender Tiefdecker mit festem Spornradfahrwerk und einem geschlossenen Tandemcockpit für Schüler (vorne) und Lehrer (hinten). Sie wird von einem Kolbenmotor angetrieben. Die einteilige und einholmige Tragfläche hat eine Metallstruktur und ist mit Stoff bespannt. Eine geschweißte Stahlkonstruktion bildet die Rumpfstruktur, die im vorderen Teil mit Metall beplankt und hinten mit Stoff bespannt ist.

## Varianten
Nord 3200
Prototyp mit einem Salmson-8AS04-Motor (240 hp, 179 kW)
Nord 3201
Prototype mit einem Regnier-4L22-Motor (170 hp, 127 kW)
Nord 3202
Serienmodell mit einem Potez-4D32-Motor, 50 produziert
Nord 3202B
Serienmodell mit einem Potez-4D34-Motor (260 hp, 194 kW), 50 produziert
Nord 3202B1B
von Aérospatiale für das Kunstflugteam der französischen Armee modifiziert
Nord 3212
überarbeitete, mit einem Radiocompass ausgerüstete 3202 für Instrumentenflugtraining

## Militärische Nutzer
Frankreich
- Französische Armee

## Technische Daten
| Kenngröße             | Daten (Nord 3202B)              |
| --------------------- | ------------------------------- |
| Besatzung             | 1 + 1                           |
| Länge                 | 8,12 m                          |
| Spannweite            | 9,5 m                           |
| Höhe                  | 2,82 m                          |
| Flügelfläche          | 16,25 m²                        |
| Leermasse             | 860 kg                          |
| max. Startmasse       | 1220 kg                         |
| Höchstgeschwindigkeit | 259 km/h                        |
| Dienstgipfelhöhe      | 4000 m                          |
| Reichweite            | 1000 km                         |
| Triebwerke            | 1 × Potez 4D34, 190 kW (258 PS) |